# Mauritius az olimpiai játékokon
Mauritius 1984-ben  vett részt első alkalommal az olimpiai játékokon, és azóta minden nyári olimpián szerepelt. Az ország még nem képviseltette magát a téli olimpiai játékokon.
Mauritius első olimpiai érmét, egy bronzérmet, 2008-ban nyerte Bruno Julie ökölvívásban.
A Mauritiusi Olimpiai Bizottságot 1971-ben alapította Ram Ruhee, és a NOB 1972-ben vette fel tagjai közé.

## Érmesek
| Érem  | Név         | Olimpia      | Sport     | Versenyszám |
| ----- | ----------- | ------------ | --------- | ----------- |
| Bronz | Bruno Julie | 2008, Peking | Ökölvívás | Harmatsúly  |

## Éremtáblázatok

### Érmek a nyári olimpiai játékokon
| Olimpia              | Arany | Ezüst | Bronz | Összesen |
| 1984, Los Angeles    | 0     | 0     | 0     | 0        |
| 1988, Szöul          | 0     | 0     | 0     | 0        |
| 1992, Barcelona      | 0     | 0     | 0     | 0        |
| 1996, Atlanta        | 0     | 0     | 0     | 0        |
| 2000, Sydney         | 0     | 0     | 0     | 0        |
| 2004, Athén          | 0     | 0     | 0     | 0        |
| 2008, Peking         | 0     | 0     | 1     | 1        |
| 2012, London         | 0     | 0     | 0     | 0        |
| 2016, Rio de Janeiro | 0     | 0     | 0     | 0        |
| 2020, Tokió          | 0     | 0     | 0     | 0        |
| 2024, Párizs         | 0     | 0     | 0     | 0        |
| Összesen             | 0     | 0     | 1     | 1        |

## Érmek sportáganként

### Érmek anyári olimpiai játékokonsportáganként
| Mauritius érmei a nyári olimpiai játékokon sportáganként | Mauritius érmei a nyári olimpiai játékokon sportáganként | Mauritius érmei a nyári olimpiai játékokon sportáganként | Mauritius érmei a nyári olimpiai játékokon sportáganként | Az olimpiai zászlaja |

| Sportág   | Arany | Ezüst | Bronz | Összesen |
| --------- | ----- | ----- | ----- | -------- |
| Ökölvívás | 0     | 0     | 1     | 1        |
| Összesen  | 0     | 0     | 1     | 1        |